# Ballspielverein Borussia 09 Dortmund II 2009-2010
Questa voce raccoglie le informazioni riguardanti il Ballspielverein Borussia 09 Dortmund II nelle competizioni ufficiali della stagione 2009-2010.

## Stagione
Nella stagione 2009-2010 il Borussia Dortmund II, allenato da Theo Schneider, concluse il campionato di 3. Liga al 18º posto.

## Rosa
| N. |                     | Ruolo | Calciatore           |
| -- | ------------------- | ----- | -------------------- |
| 2  | Germania (bandiera) | D     | Cihan Kaptan         |
| 3  | Germania (bandiera) | D     | David Vržogić        |
| 5  | Germania (bandiera) | C     | Marcel Großkreutz    |
| 6  | Germania (bandiera) | C     | Christian Eggert     |
| 7  | Germania (bandiera) | C     | Nedim Hasanbegović   |
| 9  | Germania (bandiera) | A     | Daniel Ginczek       |
| 10 | Turchia (bandiera)  | C     | Mehmet Boztepe       |
| 11 | Germania (bandiera) | A     | Marco Stiepermann    |
| 12 | Germania (bandiera) | D     | Jörn Neumeister      |
| 13 | Francia (bandiera)  | A     | Damien Le Tallec     |
| 16 | Polonia (bandiera)  | C     | Marcus Piossek       |
| 17 | Bulgaria (bandiera) | C     | Mihail Aleksandrov   |
| 18 | Polonia (bandiera)  | C     | Sebastian Tyrała     |
| 19 | Croazia (bandiera)  | C     | Ivan Paurević        |
| 21 | Germania (bandiera) | D     | Uwe Hünemeier        |
| 23 | Germania (bandiera) | A     | Christopher Kullmann |
| 24 | Germania (bandiera) | D     | Lasse Sobiech        |

| N. |                     | Ruolo | Calciatore          |
| -- | ------------------- | ----- | ------------------- |
| 25 | Germania (bandiera) | C     | Michael Oscislawski |
| 27 | Germania (bandiera) | C     | Lukas Nottbeck      |
| 28 | Germania (bandiera) | D     | Kai-Bastian Evers   |
| 29 | Germania (bandiera) | D     | Marcel Schmelzer    |
| 30 | Ungheria (bandiera) | C     | Tamás Hajnal        |
| 32 | Camerun (bandiera)  | C     | Franck Njambe       |
| 33 | Germania (bandiera) | C     | Marcel Kandziora    |
| 34 | Germania (bandiera) | A     | Bajram Sadrijaj     |
| 36 | Turchia (bandiera)  | C     | Yasin Öztekin       |
| 37 | Germania (bandiera) | C     | Tim Treude          |
| 39 | Germania (bandiera) | A     | Sebastian Hille     |
| 40 | Germania (bandiera) | P     | Marcel Höttecke     |
| 41 | Germania (bandiera) | P     | Johannes Focher     |
| 44 | Germania (bandiera) | D     | Marc Hornschuh      |
| 45 | Germania (bandiera) | D     | Julian Koch         |
| 91 | Germania (bandiera) | P     | Zlatan Alomerović   |

## Organigramma societario
Area tecnica
- Allenatore: Theo Schneider
- Allenatore in seconda: Hannes Wolf
- Preparatore dei portieri:
- Preparatori atletici:

## Calciomercato

### Sessione estiva
| Acquisti | Acquisti           | Acquisti              | Acquisti |
| R.       | Nome               | da                    | Modalità |
| -------- | ------------------ | --------------------- | -------- |
| A        | Damien Le Tallec   | Rennes                |          |
| C        | Christian Eggert   | FSV Francoforte       |          |
| D        | Kai-Bastian Evers  | Borussia Dortmund U19 |          |
| C        | Fabian Götze       | Borussia Dortmund U19 |          |
| A        | Selcuk Gülec       | Borussia Dortmund U19 |          |
| C        | Nedim Hasanbegović | Schalke 04 II         |          |
| C        | Marcel Kandziora   | Borussia Dortmund U19 |          |
| C        | Tim Treude         | Borussia Dortmund U19 |          |
| C        | Martin Zakrzewski  | Borussia Dortmund U19 |          |

| Cessioni | Cessioni             | Cessioni               | Cessioni |
| R.       | Nome                 | a                      | Modalità |
| -------- | -------------------- | ---------------------- | -------- |
| P        | Christian Beer       | Meuselwitz             |          |
| C        | Daniel Gordon        | RW Oberhausen          |          |
| D        | Nico Hillenbrand     | Sandhausen             |          |
| P        | Marcel Höttecke      | Borussia Dortmund      |          |
| D        | Uwe Hünemeier        | Borussia Dortmund      |          |
| D        | Julian Koch          | Borussia Dortmund      |          |
| A        | Christopher Kullmann | Borussia Dortmund      |          |
| A        | Raphael Lorenz       | ASC 09 Dortmund        |          |
| A        | Denis Omerbegović    | Elversberg             |          |
| A        | Marco Schneider      | Sportfreunde Lotte     |          |
| C        | Damir Vrančić        | Eintracht Braunschweig |          |

### Sessione invernale
| Acquisti | Acquisti       | Acquisti  | Acquisti |
| R.       | Nome           | da        | Modalità |
| -------- | -------------- | --------- | -------- |
| C        | Lukas Nottbeck | Colonia   |          |
| D        | Cihan Kaptan   | Bursaspor |          |

| Cessioni | Cessioni          | Cessioni     | Cessioni |
| R.       | Nome              | a            | Modalità |
| -------- | ----------------- | ------------ | -------- |
| C        | Fabian Götze      | Magonza II   |          |
| A        | Selcuk Gülec      | Sprockhövel  |          |
| C        | Martin Zakrzewski | Paderborn II |          |

## Risultati

### 3. Liga

#### Girone di andata
| Arbitro: | Wagner |

|                                 |           |                           |
| Holzer 42’, 75’, 90’ Cappek 82’ | Marcatori | 66’, 74’ Tyrała 69’ Hille |

| Dortmund 28 luglio 2009, ore 19:00 CEST 2ª giornata | Borussia Dortmund II | 0 – 0 referto | Eintracht Braunschweig | Stadio Rote Erde (3 062 spett.)\| Arbitro: \| Winkmann \| |
| Arbitro:                                            | Winkmann             |               |                        |                                                           |

| Arbitro: | Thielert |

|           |           |  |
| Oehrl 52’ | Marcatori |  |

| Dortmund 15 agosto 2009, ore 14:00 CEST 4ª giornata | Borussia Dortmund II | 0 – 0 referto | Kickers Offenbach | Stadio Rote Erde (1 497 spett.)\| Arbitro: \| Schriever \| |
| Arbitro:                                            | Schriever            |               |                   |                                                            |

| Arbitro: | Schmidt |

|  |           |             |
|  | Marcatori | 33’ Öztekin |

| Arbitro: | Kunzmann |

|           |           |                             |
| Hille 58’ | Marcatori | 17’ Mitterhuber 45’ Zillner |

| Arbitro: | Dankert |

|                        |           |               |
| Lukimya 13’ Riemer 80’ | Marcatori | 6’ Neumeister |

| Arbitro: | Beitinger |

|             |           |  |
| Piossek 74’ | Marcatori |  |

| Arbitro: | Valentin |

|                                   |           |               |
| Meier 62’ (rig.) Heidenfelder 78’ | Marcatori | 70’ Kandziora |

| Arbitro: | Dittrich |

|                           |           |  |
| Piossek 65’ Kandziora 86’ | Marcatori |  |

| Arbitro: | Seiwert |

|                            |           |            |
| Rudy 56’ (rig.) Didavi 90’ | Marcatori | 18’ Tallec |

| Arbitro: | Unger |

|            |           |             |
| Tallec 64’ | Marcatori | 89’ Reinert |

| Arbitro: | Sippel |

|                         |           |                       |
| Dorn 9’, 31’ Ristić 14’ | Marcatori | 77’ Hille 86’ Boztepe |

| Arbitro: | Stieler |

|  |           |                         |
|  | Marcatori | 24’ Sikorski 89’ Yılmaz |

| Arbitro: | Cortus |

|                            |           |                     |
| Curri 8’ Braham 19’ (rig.) | Marcatori | 9’ Koch 65’ Piossek |

| Arbitro: | Benedum |

|          |           |  |
| Hille 5’ | Marcatori |  |

| Arbitro: | Steinberg |

|                                                     |           |             |
| Lindemann 40’ Heidrich 65’ (rig.) Kotuljac 71’, 90’ | Marcatori | 45’ Sobiech |

| Arbitro: | Seiwert |

|                        |           |  |
| Haller 71’ Jarosch 87’ | Marcatori |  |

| Arbitro: | Kampka |

|               |           |  |
| Hünemeier 68’ | Marcatori |  |

#### Girone di ritorno
| Arbitro: | Aarnink |

|                      |           |  |
| Ginczek 6’, 39’, 52’ | Marcatori |  |

| Arbitro: | Sönder |

|                    |           |                    |
| Kruppke 85’ (rig.) | Marcatori | 9’ Tyrała 69’ Koch |

| Arbitro: | Seidel |

|                      |           |                       |
| Hünemeier 63’ (rig.) | Marcatori | 58’ (rig.), 87’ Kempe |

| Arbitro: | Metzen |

|                  |           |                           |
| Mesic 46’ (rig.) | Marcatori | 11’ Piossek 22’ Hünemeier |

| Arbitro: | Glasmacher |

|  |           |            |
|  | Marcatori | 87’ Gerber |

| Arbitro: | Steinberg |

|               |           |              |
| Rathgeber 10’ | Marcatori | 57’ Nottbeck |

| Arbitro: | Kampka |

|  |           |                                  |
|  | Marcatori | 13’, 45’ (rig.) Smeekes 32’ Nagy |

| Arbitro: | Valentin |

|                           |           |                           |
| Kegel 25’ Savran 45’, 52’ | Marcatori | 67’ Hünemeier 90’ Öztekin |

| Arbitro: | Gorniak |

|             |           |             |
| Boztepe 30’ | Marcatori | 90’ Jarosch |

| Arbitro: | Cortus |

|  |           |                             |
|  | Marcatori | 61’ Nottbeck 90’ Großkreutz |

| Arbitro: | Sönder |

|             |           |                                 |
| Ginczek 35’ | Marcatori | 37’ (rig.) Rathgeb 80’ Pischorn |

| Arbitro: | Blos |

|                         |           |  |
| Barg 8’ Stroh-Engel 84’ | Marcatori |  |

| Arbitro: | Steinberg |

|                |           |           |
| Hille 26’, 41’ | Marcatori | 50’ Pokar |

| Arbitro: | Christ |

|                               |           |  |
| Sène 3’ Yılmaz 30’ Schütz 40’ | Marcatori |  |

| Arbitro: | Beitinger |

|             |           |                                       |
| Ginczek 30’ | Marcatori | 6’ Agyemang 20’ Hochscheidt 58’ Curri |

| Arbitro: | Benedum |

|              |           |  |
| Kammlott 11’ | Marcatori |  |

| Arbitro: | Schalk |

|            |           |                           |
| Tyrała 33’ | Marcatori | 39’ Kotuljac 78’ Pinheiro |

| Arbitro: | Petersen |

|                          |           |  |
| Boztepe 3’ Hünemeier 21’ | Marcatori |  |

| Arbitro: | Steinhaus-Webb |

|                                            |           |                                              |
| Lamprecht 6’, 90’ Siedschlag 12’ Meyer 32’ | Marcatori | 55’ Ginczek 77’ Boztepe 90’ (rig.) Hünemeier |

## Statistiche

### Statistiche di squadra
| Competizione | Punti | In casa | In casa | In casa | In casa | In casa | In casa | In trasferta | In trasferta | In trasferta | In trasferta | In trasferta | In trasferta | Totale | Totale | Totale | Totale | Totale | Totale | DR  |
| Competizione | Punti | G       | V       | N       | P       | Gf      | Gs      | G            | V            | N            | P            | Gf           | Gs           | G      | V      | N      | P      | Gf     | Gs     | DR  |
| ------------ | ----- | ------- | ------- | ------- | ------- | ------- | ------- | ------------ | ------------ | ------------ | ------------ | ------------ | ------------ | ------ | ------ | ------ | ------ | ------ | ------ | --- |
| 3. Liga      | 39    | 19      | 7       | 4       | 8       | 19      | 20      | 19           | 4            | 2            | 13           | 24           | 38           | 38     | 11     | 6      | 21     | 43     | 58     | -15 |
| Totale       | 39    | 19      | 7       | 4       | 8       | 19      | 20      | 19           | 4            | 2            | 13           | 24           | 38           | 38     | 11     | 6      | 21     | 43     | 58     | -15 |

### Andamento in campionato
| Giornata  | 1  | 2  | 3  | 4  | 5  | 6  | 7  | 8  | 9  | 10 | 11 | 12 | 13 | 14 | 15 | 16 | 17 | 18 | 19 | 20 | 21 | 22 | 23 | 24 | 25 | 26 | 27 | 28 | 29 | 30 | 31 | 32 | 33 | 34 | 35 | 36 | 37 | 38 |
| --------- | -- | -- | -- | -- | -- | -- | -- | -- | -- | -- | -- | -- | -- | -- | -- | -- | -- | -- | -- | -- | -- | -- | -- | -- | -- | -- | -- | -- | -- | -- | -- | -- | -- | -- | -- | -- | -- | -- |
| Luogo     | T  | C  | T  | C  | T  | C  | T  | C  | T  | C  | T  | C  | T  | C  | T  | C  | T  | T  | C  | C  | T  | C  | T  | C  | T  | C  | T  | C  | T  | C  | T  | C  | T  | C  | T  | C  | C  | T  |
| Risultato | P  | N  | P  | N  | V  | P  | P  | V  | P  | V  | P  | N  | P  | P  | N  | V  | P  | P  | V  | V  | V  | P  | V  | P  | N  | P  | P  | N  | V  | P  | P  | V  | P  | P  | P  | P  | V  | P  |
| Posizione | 15 | 15 | 17 | 17 | 14 | 17 | 19 | 15 | 17 | 15 | 16 | 17 | 17 | 19 | 18 | 17 | 19 | 20 | 20 | 18 | 17 | 17 | 16 | 16 | 19 | 19 | 19 | 20 | 18 | 18 | 18 | 18 | 18 | 19 | 19 | 19 | 18 | 18 |

Legenda:

Luogo: C = Casa; T = Trasferta. Risultato: V = Vittoria; N = Pareggio; P = Sconfitta.

### Statistiche dei giocatori
| M. Aleksandrov  | 3  | 0 | 0 | 0 |
| Z. Alomerović   | 0  | 0 | 0 | 0 |
| S. Bender       | 3  | 0 | 0 | 0 |
| M. Boztepe      | 14 | 4 | 0 | 0 |
| C. Eggert       | 12 | 0 | 0 | 1 |
| K. Evers        | 16 | 0 | 0 | 0 |
| M. Feulner      | 2  | 0 | 1 | 0 |
| J. Focher       | 5  | 0 | 1 | 0 |
| D. Ginczek      | 29 | 6 | 6 | 0 |
| M. Großkreutz   | 21 | 1 | 3 | 0 |
| F. Götze        | 8  | 0 | 0 | 0 |
| T. Hajnal       | 1  | 0 | 0 | 0 |
| N. Hasanbegović | 18 | 0 | 3 | 0 |
| S. Hille        | 36 | 6 | 4 | 0 |
| M. Hornschuh    | 1  | 0 | 0 | 0 |
| M. Höttecke     | 33 | 0 | 3 | 0 |
| U. Hünemeier    | 33 | 6 | 5 | 0 |
| M. Kandziora    | 16 | 2 | 0 | 0 |
| C. Kaptan       | 6  | 0 | 0 | 1 |
| S. Kehl         | 1  | 0 | 1 | 0 |
| J. Koch         | 24 | 2 | 3 | 0 |
| C. Kullmann     | 30 | 0 | 0 | 0 |
| J. Neumeister   | 16 | 1 | 3 | 0 |
| F. Njambe       | 0  | 0 | 0 | 0 |
| L. Nottbeck     | 15 | 2 | 4 | 0 |
| M. Oscislawski  | 17 | 0 | 1 | 0 |
| I. Paurević     | 1  | 0 | 0 | 0 |
| M. Piossek      | 31 | 4 | 3 | 0 |
| D. Rangelov     | 2  | 0 | 1 | 0 |
| B. Sadrijaj     | 1  | 0 | 0 | 0 |
| M. Schmelzer    | 1  | 0 | 0 | 0 |
| L. Sobiech      | 32 | 1 | 1 | 0 |
| M. Stiepermann  | 7  | 0 | 0 | 0 |
| D. Tallec       | 8  | 2 | 0 | 0 |
| T. Treude       | 4  | 0 | 0 | 0 |
| S. Tyrała       | 36 | 4 | 5 | 1 |
| D. Vržogić      | 28 | 0 | 6 | 0 |
| Y. Öztekin      | 16 | 2 | 1 | 1 |